# Isola Zabor
L'isola Zabor (in russo Остров Забор, ostrov Zabor, in italiano "isola recinto") è un'isola russa che fa parte dell'arcipelago di Severnaja Zemlja ed è bagnata dal mare di Kara.
Amministrativamente fa parte del distretto di Tajmyr del Territorio di Krasnojarsk, nel Distretto Federale Siberiano.

## Geografia
L'isola è situata lungo la costa occidentale dell'isola della Rivoluzione d'Ottobre, all'imboccatura orientale del golfo Uzkij (залив Узкий, zaliv Uzkij). In particolare, si trova circa 700 m a ovest della penisola Žiloj (полуостров Жилой, poluostrov Žiloj).
L'isola è stretta e allungata in direzione est-ovest, lunga 1,1 km e larga 450 m. Non ci sono rilievi importanti; le coste sono piatte e lisce. È presente una vegetazione tipica della tundra, con erbe basse e resistenti e licheni.

## Isole adiacenti
- Isola Blizkij (остров Близкий, ostrov Blizkij), 4,5 km a nord-est.
- Isola Pustoj (остров Пустой, ostrov Pustoj), 6,4 km a nord.
- Isole di Kolosov (oстрова Колосова, ostrova Kolosova), 3 km a sud-ovest.
- Isola Obmannyj (остров Обманный, ostrov Obmannyj), 4 km a sud-est.
- Isola Bazovyj (остров Базовый ostrov Bazovyj), 2 km a sud-est.